# アーノルド・バルボサ・ジュニア
アーノルド・バルボサ・ジュニア（Arnold Barboza Jr.、1991年12月9日 - ）は、アメリカ合衆国のプロボクサー。カリフォルニア州ロングビーチ出身。元WBO世界スーパーライト級暫定王者。

## 来歴

### プロ時代
2013年6月14日、カリフォルニア州サンタ・イネスのチュマシュ・カジノ・リゾートでプロデビュー戦を行い、6回3-0の判定勝ち。
2018年12月14日、テキサス州コーパスクリスティのアメリカン・バンク・センターにてヒルベルト・ラミレス対ジェシー・ハートの前座でマヌエル・ロペスとNABFスーパーライト級王座決定戦を行い、10回3-0の判定勝ちを収め王座獲得に成功した。
2019年4月12日、カリフォルニア州ロサンゼルスのステイプルズ・センターにてワシル・ロマチェンコ対アンソニー・クローラの前座で元WBO世界スーパーライト級王者マイク・アルバラードとNABF同級タイトルマッチを行い、3回49秒KO勝ちを収めNABF王座の初防衛に成功した。
2019年11月30日、ネバダ州ラスベガスのザ・コスモポリタンにてカルロス・アダメス対パトリック・テシェイラの前座でウィリアム・シウバとNABFスーパーライト級タイトルマッチを行い、5回2分59秒KO勝ちを収めNABF王座の2度目の防衛に成功した。
2020年10月17日、ラスベガスのMGMグランド内ザ・バブルにてワシル・ロマチェンコ対テオフィモ・ロペスの前座でアレックス・サウセドとWBOインターナショナルスーパーライト級王座決定戦を行い、10回3-0の判定勝ちを収め王座獲得に成功した。
2021年8月14日、オクラホマ州タルサのハードロック・ホテル・アンド・カジノにてジョシュア・フランコ対アンドリュー・モロニーの前座でアントニオ・モランとWBOインターナショナルスーパーライト級タイトルマッチを行い、10回3-0の判定勝ちを収めWBOインターナショナル王座の初防衛に成功した。
2022年7月15日、カリフォルニア州テメキュラのペチャンガ・リゾート・アンド・カジノでナダニエリート・ソリージャとWBOインターコンチネンタルスーパーライト級王座決定戦を行い、10回3-0の判定勝ちを収め王座獲得に成功した。
2023年2月3日、アリゾナ州グレンデールのヒラ・リバー・アリーナにてエマヌエル・ナバレッテ対リアム・ウィルソンの前座で世界2階級制覇王者ホセ・ペドラザとWBOインターコンチネンタル同級タイトルマッチを行い、10回3-0の判定勝ちを収めWBOインターコンチネンタル王座の初防衛に成功した。
2023年11月14日、デビュー以来所属していたトップランクから離脱、ゴールデンボーイ・プロモーションズと契約した。
2024年1月6日、ラスベガスのヴァージンホテルズ・ラスベガス・シアターで元IBO世界ライト級王者のゾリサニ・エンドンゲニとノンタイトルで対戦し、8回終了時にエンドンゲニが棄権した為TKO勝ちを収めた。
2024年4月20日、ニューヨーク州ブリックリンのバークレイズ・センターでデヴィン・ヘイニー対ライアン・ガルシアの前座でWBO世界スーパーライト級8位のショーン・マッコームとWBOインターコンチネンタル同級タイトルマッチを行い、10回2-1（97-93、96-94、92-98）の判定勝ちを収めWBOインターコンチネンタル王座の2度目の防衛に成功した。
2024年11月16日、リヤドのザ・ヴェニューでリヤド・シーズン「ラティーノ・ナイト」のヒルベルト・ラミレス対クリス・ビラム＝スミスの前座としてWBO世界スーパーライト級4位のホセ・カルロス・ラミレスとノンタイトルで対戦し、10回3-0（97-93、96-94×2）判定勝ちを収めた。当初はWBO世界同級挑戦者決定戦として行われる予定だったが、バルボサ・ジュニア側がタイトルマッチの見通しがない挑戦者決定戦に反対したためノンタイトル戦として行われることとなり、WBO会長のグスタボ・オリビエリはボクシングシーンの取材に対し「決して挑戦者決定戦として指令されたり認可されたりしたことはない」「彼らは単に自主的に10ラウンドの試合を実施しただけだ」と語った。
2025年2月14日、マンチェスターのCo-op LiveでWBO世界スーパーライト級2位のジャック・カテラルとWBO世界スーパーライト級暫定王座決定戦を行い、12回2-1（113-115、115-113×2）の僅差の判定勝ちを収め王座獲得に成功した。当初、この試合は前回と同様WBO世界同級挑戦者決定戦として行われる予定であったが、WBO世界同級王者テオフィモ・ロペスのトップランク社との契約トラブルやスブリエル・マティアス戦の交渉決裂といった不運が重なりロペスの復帰時期が不透明となったため、WBOはバルボサとカテラルの試合を暫定王座決定戦に昇格し、ロペスに対して試合後180日以内に暫定王座を獲得したバルボサ・ジュニアと団体内王座統一戦を行うよう指令した。
2025年5月2日、ニューヨークタイムズスクエア内の特設リングでSNKとザ・リング共催および『餓狼伝説 City of the Wolves』とのタイアップ興行のライアン・ガルシア対ロランド・ロメロの前座でWBO世界スーパーライト級王者のテオフィモ・ロペスとWBO世界同級団体内王座統一戦を行うも、プロ初黒星となる12回0-3（112-116×2、110-118）の判定負けを喫し団体内王座統一に失敗、約3ヶ月間保持してきた暫定王座はロペスの正規王座に吸収される形で消滅した。

## 戦績
- プロボクシング：33戦 32勝 (11KO) 1敗

| 戦           | 日付           | 勝敗 | 時間    | 内容    | 対戦相手                           | 国籍             | 備考                                                |
| ------------ | -------------- | ---- | ------- | ------- | ---------------------------------- | ---------------- | --------------------------------------------------- |
| 1            | 2013年6月14日  | ☆    | 6R      | 判定3-0 | グスタヴォ・ロペス                 | アメリカ合衆国   | プロデビュー戦                                      |
| 2            | 2013年8月9日   | ☆    | 4R      | 判定3-0 | ビセンテ・グスマン                 | アメリカ合衆国   |                                                     |
| 3            | 2013年10月19日 | ☆    | 4R      | 判定3-0 | ダグラス・ロサレス                 | アメリカ合衆国   |                                                     |
| 4            | 2014年12月6日  | ☆    | 4R      | 判定3-0 | サミュエル・ガルシア               | アメリカ合衆国   |                                                     |
| 5            | 2015年1月17日  | ☆    | 1R 1:45 | KO      | タイフ・ハリス                     | アメリカ合衆国   |                                                     |
| 6            | 2015年3月14日  | ☆    | 4R 1:45 | KO      | ジェームズ・ハリソン               | アメリカ合衆国   |                                                     |
| 7            | 2015年5月30日  | ☆    | 6R      | 判定3-0 | ブランドン・アダムス               | アメリカ合衆国   |                                                     |
| 8            | 2015年7月25日  | ☆    | 6R      | 判定3-0 | リオネル・ヒメネス                 | メキシコ         |                                                     |
| 9            | 2015年12月12日 | ☆    | 6R 1:23 | KO      | ロニー・オスカル・アルバラード     | メキシコ         |                                                     |
| 10           | 2016年1月30日  | ☆    | 1R 2:59 | KO      | ロビー・キャノン                   | アメリカ合衆国   |                                                     |
| 11           | 2016年3月12日  | ☆    | 6R      | 判定3-0 | マキシミリアーノ・べセラ           | アメリカ合衆国   |                                                     |
| 12           | 2016年5月14日  | ☆    | 2R 0:49 | KO      | ジョン・ネイター                   | プエルトリコ     |                                                     |
| 13           | 2016年7月16日  | ☆    | 6R      | 判定3-0 | ジョン・デビッド・チャールズ       | アメリカ合衆国   |                                                     |
| 14           | 2016年12月15日 | ☆    | 6R      | 判定3-0 | マルティン・アンヘル・マルティネス | メキシコ         |                                                     |
| 15           | 2017年1月27日  | ☆    | 8R      | 判定3-0 | ジョニー・ロドリゲス               | アメリカ合衆国   |                                                     |
| 16           | 2017年4月28日  | ☆    | 5R 0:46 | KO      | マルクス・モリス                   | アメリカ合衆国   |                                                     |
| 17           | 2017年8月5日   | ☆    | 8R      | 判定3-0 | ジョナサン・チカス                 | アメリカ合衆国   |                                                     |
| 18           | 2018年3月10日  | ☆    | 10R     | 判定3-0 | マイク・リード                     | アメリカ合衆国   |                                                     |
| 19           | 2018年8月25日  | ☆    | 5R 終了 | TKO     | ルイス・ソリス                     | メキシコ         |                                                     |
| 20           | 2018年12月14日 | ☆    | 10R     | 判定3-0 | マヌエル・ロペス                   | アメリカ合衆国   | NABFスーパーライト級王座決定戦                      |
| 21           | 2019年4月12日  | ☆    | 3R 0:49 | KO      | マイク・アルバラード               | アメリカ合衆国   | NABF防衛1                                           |
| 22           | 2019年8月17日  | ☆    | 4R 終了 | TKO     | リッキー・シスムンド               | フィリピン       |                                                     |
| 23           | 2019年11月30日 | ☆    | 5R 2:59 | KO      | ウィリアム・シウバ                 | ブラジル         | NABF防衛2                                           |
| 24           | 2020年8月29日  | ☆    | 10R     | 判定3-0 | トニー・ルイス                     | カナダ           |                                                     |
| 25           | 2020年10月17日 | ☆    | 10R     | 判定3-0 | アレックス・サウセド               | アメリカ合衆国   | WBOインターナショナルスーパーライト級王座決定戦     |
| 26           | 2021年8月14日  | ☆    | 10R     | 判定3-0 | アントニオ・モラン                 | アメリカ合衆国   | WBOインターナショナル防衛1                          |
| 27           | 2022年7月15日  | ☆    | 10R     | 判定3-0 | ダニエリート・ソリージャ           | プエルトリコ     | WBOインターコンチネンタルスーパーライト級王座決定戦 |
| 28           | 2023年2月3日   | ☆    | 10R     | 判定3-0 | ホセ・ペドラザ                     | プエルトリコ     | WBOインターコンチネンタル防衛1                      |
| 29           | 2024年1月6日   | ☆    | 8R 終了 | TKO     | ゾリサニ・エンドンゲニ             | 南アフリカ共和国 |                                                     |
| 30           | 2024年4月20日  | ☆    | 10R     | 判定2-1 | ショーン・マッコーム               | 北アイルランド   | WBOインターコンチネンタル防衛2                      |
| 31           | 2024年11月16日 | ☆    | 10R     | 判定3-0 | ホセ・カルロス・ラミレス           | アメリカ合衆国   |                                                     |
| 32           | 2025年2月15日  | ☆    | 12R     | 判定2-1 | ジャック・カテラル                 | イギリス         | WBO世界スーパーライト級暫定王座決定戦               |
| 33           | 2025年5月2日   | ★    | 12R     | 判定0-3 | テオフィモ・ロペス                 | アメリカ合衆国   | WBO世界スーパーライト級王座統一戦                   |
| テンプレート |                |      |         |         |                                    |                  |                                                     |

## 獲得タイトル
- NABFスーパーライト級王座
- WBOインターナショナルスーパーライト級王座
- WBOインターコンチネンタルスーパーライト級王座
- WBO世界スーパーライト級暫定王座（防衛0）